# Manfred Mai (Politikwissenschaftler)
Manfred Mai (* 21. Mai 1953 in Castrop-Rauxel) ist ein deutscher Politikwissenschaftler.

## Leben
Nach dem Erwerb der Hochschulreife studierte Mai von 1971 bis 1974 Chemie an der Fachhochschule Aachen und schloss sein Studium als Ingenieur ab. Darauf begann er ab 1975 ein Doppelstudium der Soziologie und Germanistik in Berlin, Zürich und Marburg, er erhielt im Jahr 1980 das Soziologie-Diplom der Universität Marburg und legte 1981 ebenda das Germanistik Magister-Examen ab. Im Anschluss wurde er wissenschaftlicher Mitarbeiter des soziologischen Institutes der Marburger Universität. Im Jahr 1984 wurde er Lehrbeauftragter für Medienwissenschaft und Soziologie an der Universität Düsseldorf. Seine Promotion legte er im Jahr 1988 an der Universität Marburg ab. Zeitgleich wirkte er in den Jahren 1982 bis 1989 als wissenschaftlicher Referent beim Verein Deutscher Ingenieure in der Technikbewertung und Ingenieurausbildung.
Er habilitierte im Jahr 1998 an der Westfälischen Wilhelms-Universität in Münster und übernahm von 1998 bis 2002 an der Universität Essen die Vertretung einer politikwissenschaftlichen Professurstelle, nach dem er bereits im Jahr 1992 eine Gastprofessur der Technischen Universität Wien angenommen hatte. 2004 wurde er zum außerplanmäßigen Professor an der Universität Duisburg-Essen ernannt.
Seit dem Jahr 1989 übernahm er auch Tätigkeiten für politische Einrichtungen in Nordrhein-Westfalen, so war er von 1989 bis 1990 im nordrheinwestfälischen Ministerium für Arbeit, Gesundheit und Soziales Leiter des Referates „Regionaler Strukturwandel“, wirkte für den nordrheinwestfälischen Landtag als wissenschaftlicher Assistent von 1990 bis 1993 und war in der nordrheinwestfälischen Staatskanzlei von 1994 bis 1998 Leiter des Referates „Medienwirtschaft/Rundfunk“. Im Jahr 1999 wurde er zum Ministerialrat ernannt und in den Jahren 2003 bis 2005 in das nordrheinwestfälische Wissenschaftsministerium abgeordnet. Seit dem Jahr 2005 ist er in der nordrheinwestfälischen Staatskanzlei Referent für Innovationspolitik.
Manfred Mai ist Autor und Herausgeber zahlreicher Bücher und Schriften.